# Piłka ręczna na Letnich Igrzyskach Olimpijskich 2012 – składy mężczyzn
Artykuł grupuje składy wszystkich reprezentacji narodowych w piłce ręcznej, które wystąpiły w turnieju olimpijskim 2012 odbywającym się w Londynie.
- Przynależność klubowa i wiek na lipiec 2012.
- Zawodnicy oznaczone literą K to kapitanowie reprezentacji.
- Legenda: 
 Nr - numer zawodnika
 B - bramkarz 
 S - skrzydłowy 
 R - rozgrywający 
 O - obrotowy

## Argentyna
- Trener: Eduardo Gallardo[1]

| Nr    | Imię i nazwisko           | Data urodzenia (wiek)          | Wzrost (cm) | Waga (kg) | Klub                                              | Pozycja      |
| ----- | ------------------------- | ------------------------------ | ----------- | --------- | ------------------------------------------------- | ------------ |
| 1     | Matías Schulz             | 12 lutego 1982(dts) (30)       | 190         | 88        | Sociedad Cultural Deportivo Recreativa Anaitasuna | Bramkarz     |
| 2     | Federico Gastón Fernández | 17 października 1989(dts) (22) | 188         | 92        | BM Ciudad Encantada                               | Skrzydłowy   |
| 3     | Federico Pizarro          | 7 września 1986(dts) (25)      | 196         | 98        | S.E.D.A.L.O.                                      | Skrzydłowy   |
| 4     | Sebastián Simonet         | 12 maja 1986(dts) (26)         | 190         | 95        | US Ivry Handball                                  | Rozgrywający |
| 5     | Pablo Portela             | 20 czerwca 1980(dts) (32)      | 190         | 98        | River Plate Buenos Aires                          | Rozgrywający |
| 6     | Diego Simonet             | 26 grudnia 1989(dts) (22)      | 190         | 88        | US Ivry Handball                                  | Rozgrywający |
| 7 (K) | Andrés Kogovsek           | 7 stycznia 1974(dts) (38)      | 190         | 92        | SAG de Villa Ballester                            | Skrzydłowy   |
| 8     | Marian Canepa             | 7 maja 1987(dts) (25)          | 187         | 104       | SAG de Villa Ballester                            | Obrotowy     |
| 9     | Leonardo Querin           | 17 kwietnia 1982(dts) (30)     | 197         | 108       | Handball Club Conversano                          | Rozgrywający |
| 10    | Federico Vieyra           | 21 lipca 1988(dts) (23)        | 192         | 90        | BM Huesca                                         | Rozgrywający |
| 11    | Guido Riccobelli          | 28 listopada 1987(dts) (24)    | 185         | 86        | Universidad Nacional de Luján                     | Rozgrywający |
| 12    | Fernando García           | 31 sierpnia 1981(dts) (30)     | 190         | 85        | ASD Albatros                                      | Bramkarz     |
| 15    | Gonzalo Carou             | 15 sierpnia 1979(dts) (32)     | 194         | 103       | CB Ademar León                                    | Obrotowy     |
| 17    | Damian Migueles           | 24 listopada 1983(dts) (28)    | 192         | 94        | SAG Polvorines                                    | Rozgrywający |
| 19    | Juan Manuel Vazquez       | 23 marca 1988(dts) (24)        | 190         | 90        | River Plate Buenos Aires                          | Rozgrywający |

## Chorwacja
- Trener: Slavko Goluža[2][3]

| Nr    | Imię i nazwisko   | Data urodzenia (wiek)          | Wzrost (cm) | Waga (kg) | Klub                         | Pozycja      |
| ----- | ----------------- | ------------------------------ | ----------- | --------- | ---------------------------- | ------------ |
| 1     | Venio Losert      | 25 lipca 1976(dts) (36)        | 191         | 92        | KIF Kolding                  | Bramkarz     |
| 4     | Ivano Balić       | 1 kwietnia 1979(dts) (33)      | 189         | 90        | RK Zagrzeb                   | Rozgrywający |
| 5     | Domagoj Duvnjak   | 1 lipca 1988(dts) (24)         | 198         | 100       | HSV Hamburg                  | Rozgrywający |
| 6     | Blaženko Lacković | 25 grudnia 1980(dts) (32)      | 196         | 98        | HSV Hamburg                  | Rozgrywający |
| 8     | Marko Kopljar     | 12 lutego 1986(dts) (26)       | 210         | 108       | Paris Saint-Germain Handball | Rozgrywający |
| 9 (K) | Igor Vori         | 20 września 1980(dts) (31)     | 203         | 114       | HSV Hamburg                  | Obrotowy     |
| 10    | Jakov Gojun       | 18 kwietnia 1986(dts) (26)     | 204         | 107       | Atlético Madryt              | Rozgrywający |
| 13    | Zlatko Horvat     | 25 maja 1984(dts) (28)         | 179         | 89        | RK Zagrzeb                   | Skrzydłowy   |
| 14    | Drago Vuković     | 3 sierpnia 1983(dts) (28)      | 194         | 88        | TuS Nettelstedt-Lübbecke     | Rozgrywający |
| 20    | Damir Bičanić     | 26 czerwca 1985(dts) (27)      | 200         | 105       | Chambéry Savoie Handball     | Rozgrywający |
| 21    | Denis Buntić      | 13 listopada 1982(dts) (29)    | 195         | 98        | Vive Targi Kielce            | Rozgrywający |
| 25    | Mirko Alilović    | 15 września 1985(dts) (26)     | 191         | 95        | MKB Veszprém KC              | Bramkarz     |
| 26    | Manuel Štrlek     | 1 grudnia 1988(dts) (23)       | 181         | 75        | Vive Targi Kielce            | Skrzydłowy   |
| 27    | Ivan Čupić        | 27 marca 1986(dts) (26)        | 178         | 875       | Vive Targi Kielce            | Skrzydłowy   |
| 29    | Ivan Ninčević     | 27 października 1981(dts) (30) | 285         | 82        | Füchse Berlin                | Skrzydłowy   |

## Dania
- Trener: Ulrik Wilbek[4]

| Nr     | Imię i nazwisko          | Data urodzenia (wiek)          | Wzrost (cm) | Waga (kg) | Klub                   | Pozycja      |
| ------ | ------------------------ | ------------------------------ | ----------- | --------- | ---------------------- | ------------ |
| 1      | Niklas Landin Jacobsen   | 19 grudnia 1988(dts) (23)      | 200         | 93        | Rhein-Neckar Löwen     | Bramkarz     |
| 2      | Thomas Mogensen          | 30 stycznia 1977(dts) (35)     | 187         | 82        | SG Flensburg-Handewitt | Rozgrywający |
| 4      | Lasse Boesen             | 18 września 1979(dts) (32)     | 193         | 98        | SG Flensburg-Handewitt | Rozgrywający |
| 8      | Rasmus Lauge             | 20 czerwca 1991(dts) (21)      | 194         | 101       | Bjerringbro-Silkeborg  | Rozgrywający |
| 10     | Nikolaj Markussen        | 1 sierpnia 1988(dts) (24)      | 212         | 101       | Atlético Madryt        | Rozgrywający |
| 11     | Anders Eggert            | 14 maja 1982(dts) (30)         | 178         | 79        | SG Flensburg-Handewitt | Skrzydłowy   |
| 13     | Bo Spellerberg           | 24 lipca 1979(dts) (33)        | 192         | 88        | KIF Kolding            | Rozgrywający |
| 17     | Lasse Svan Hansen        | 31 sierpnia 1983(dts) (28)     | 185         | 83        | SG Flensburg-Handewitt | Skrzydłowy   |
| 18     | Hans Lindberg            | 1 sierpnia 1981(dts) (30)      | 188         | 85        | HSV Hamburg            | Skrzydłowy   |
| 19     | René Toft Hansen         | 1 listopada 1984(dts) (27)     | 200         | 103       | AG Kopenhaga           | Obrotowy     |
| 20     | Marcus Cleverly          | 15 czerwca 1981(dts) (31)      | 188         | 92        | Vive Targi Kielce      | Bramkarz     |
| 22     | Kasper Søndergaard Sarup | 9 czerwca 1981(dts) (31)       | 190         | 94        | Skjern Håndbold        | Rozgrywający |
| 24     | Mikkel Hansen            | 22 października 1987(dts) (24) | 192         | 93        | AG Kopenhaga           | Rozgrywający |
| 26     | Kasper Nielsen           | 9 czerwca 1975(dts) (37)       | 192         | 94        | Bjerringbro-Silkeborg  | Rozgrywający |
| 77 (K) | Michael V. Knudsen       | 4 lipca 1978(dts) (34)         | 191         | 98        | SG Flensburg-Handewitt | Obrotowy     |

## Francja
- Trener: Claude Onesta[5]

| Nr    | Imię i nazwisko   | Data urodzenia (wiek)       | Wzrost (cm) | Waga (kg) | Klub                         | Pozycja      |
| ----- | ----------------- | --------------------------- | ----------- | --------- | ---------------------------- | ------------ |
| 2 (K) | Jérôme Fernandez  | 7 marca 1977(dts) (35)      | 199         | 106       | THW Kiel                     | Rozgrywający |
| 3     | Didier Dinart     | 18 stycznia 1977(dts) (35)  | 198         | 114       | Paris Saint-Germain Handball | Obrotowy     |
| 4     | Xavier Barachet   | 19 listopada 1988(dts) (23) | 196         | 98        | Atlético Madryt              | Rozgrywający |
| 5     | Guillaume Gille   | 12 lipca 1976(dts) (36)     | 192         | 97        | Chambéry Savoie Handball     | Rozgrywający |
| 6     | Bertrand Gille    | 24 marca 1978(dts) (34)     | 187         | 98        | Chambéry Savoie Handball     | Obrotowy     |
| 8     | Daniel Narcisse   | 16 lutego 1979(dts) (32)    | 189         | 90        | THW Kiel                     | Rozgrywający |
| 9     | Guillaume Joli    | 27 marca 1985(dts) (27)     | 178         | 80        | BM Valladolid                | Skrzydłowy   |
| 11    | Samuel Honrubia   | 5 lipca 1986(dts) (26)      | 180         | 73        | Paris Saint-Germain Handball | Skrzydłowy   |
| 12    | Daouda Karaboué   | 11 grudnia 1975(dts) (36)   | 197         | 95        | Toulouse Handball            | Bramkarz     |
| 13    | Nikola Karabatić  | 11 kwietnia 1984(dts) (28)  | 196         | 104       | Montpellier Handball         | Rozgrywający |
| 16    | Thierry Omeyer    | 2 listopada 1976(dts) (35)  | 191         | 95        | THW Kiel                     | Bramkarz     |
| 18    | William Accambray | 8 kwietnia 1988(dts) (24)   | 194         | 94        | Montpellier Handball         | Rozgrywający |
| 19    | Luc Abalo         | 6 września 1984(dts) (27)   | 184         | 82        | Paris Saint-Germain Handball | Skrzydłowy   |
| 20    | Cédric Sorhaindo  | 7 czerwca 1984(dts) (28)    | 193         | 104       | FC Barcelona                 | Obrotowy     |
| 21    | Michaël Guigou    | 28 stycznia 1982(dts) (30)  | 179         | 75        | Montpellier Handball         | Skrzydłowy   |

## Hiszpania
- Trener: Valero Rivera[6]

| Nr    | Imię i nazwisko       | Data urodzenia (wiek)          | Wzrost (cm) | Waga (kg) | Klub               | Pozycja      |
| ----- | --------------------- | ------------------------------ | ----------- | --------- | ------------------ | ------------ |
| 1 (K) | José Javier Hombrados | 7 kwietnia 1972(dts) (40)      | 197         | 98        | Atlético Madryt    | Bramkarz     |
| 3     | Eduardo Gurbindo      | 8 listopada 1987(dts) (24)     | 194         | 90        | BM Valladolid      | Rozgrywający |
| 4     | Albert Rocas          | 16 czerwca 1982(dts) (30)      | 188         | 84        | FC Barcelona       | Skrzydłowy   |
| 5     | Jorge Maqueda         | 6 lutego 1988(dts) (24)        | 195         | 102       | BM Aragón          | Rozgrywający |
| 8     | Víctor Tomás          | 15 lutego 1985(dts) (26)       | 178         | 75        | FC Barcelona       | Skrzydłowy   |
| 9     | Raúl Entrerríos       | 12 lutego 1981(dts) (31)       | 195         | 89        | FC Barcelona       | Rozgrywający |
| 10    | Mikel Aguirrezabalaga | 8 kwietnia 1984(dts) (28)      | 194         | 91        | FC Barcelona       | Rozgrywający |
| 11    | Daniel Sarmiento      | 25 sierpnia 1983(dts) (28)     | 188         | 85        | FC Barcelona       | Rozgrywający |
| 13    | Julen Aguinagalde     | 8 grudnia 1982(dts) (29)       | 195         | 110       | Atlético Madryt    | Obrotowy     |
| 15    | Cristian Ugalde       | 19 października 1987(dts) (24) | 184         | 76        | FC Barcelona       | Skrzydłowy   |
| 16    | Arpad Šterbik         | 29 listopada 1979(dts) (32)    | 200         | 119       | Atlético Madryt    | Bramkarz     |
| 21    | Joan Cañellas         | 30 września 1986(dts) (26)     | 198         | 100       | Atlético Madryt    | Rozgrywający |
| 24    | Viran Morros          | 15 grudnia 1983(dts) (28)      | 197         | 92        | FC Barcelona       | Rozgrywający |
| 30    | Gedeón Guardiola      | 1 października 1984(dts) (27)  | 199         | 103       | Rhein-Neckar Löwen | Obrotowy     |

## Islandia
- Trener: Guðmundur Þórður Guðmundsson[7]

| Nr     | Imię i nazwisko            | Data urodzenia (wiek)          | Wzrost (cm) | Waga (kg) | Klub                         | Pozycja      |
| ------ | -------------------------- | ------------------------------ | ----------- | --------- | ---------------------------- | ------------ |
| 1      | Björgvin Páll Gústavsson   | 24 maja 1985(dts) (27)         | 192         | 90        | SC Magdeburg                 | Bramkarz     |
| 2      | Vignir Svavarsson          | 20 czerwca 1980(dts) (30)      | 196         | 106       | TSV Hannover-Burgdorf        | Obrotowy     |
| 3      | Kári Kristján Kristjánsson | 28 października 1984(dts) (28) | 194         | 118       | HSG Wetzlar                  | Obrotowy     |
| 4      | Aron Pálmarsson            | 19 lipca 1980(dts) (31)        | 192         | 97        | THW Kiel                     | Rozgrywający |
| 5      | Ingimundur Ingimundarson   | 29 lutego 1980(dts) (32)       | 193         | 96        | Fram Reykjavík               | Rozgrywający |
| 6      | Asgeir Örn Hallgrimsson    | 17 lutego 1984(dts) (28)       | 191         | 93        | Paris Saint-Germain Handball | Rozgrywający |
| 7      | Arnór Atlason              | 23 lipca 1984(dts) (28)        | 192         | 95        | AG Kopenhaga                 | Rozgrywający |
| 9      | Guðjón Valur Sigurðsson    | 8 sierpnia 1979(dts) (32)      | 187         | 82        | THW Kiel                     | Skrzydłowy   |
| 10     | Snorri Steinn Guðjónsson   | 17 października 1981(dts) (30) | 187         | 87        | AG Kopenhaga                 | Rozgrywający |
| 11 (K) | Ólafur Stefánsson          | 3 lipca 1973(dts) (39)         | 196         | 95        | AG Kopenhaga                 | Rozgrywający |
| 15     | Alexander Petersson        | 2 lipca 1980(dts) (32)         | 186         | 87        | Rhein-Neckar Löwen           | Skrzydłowy   |
| 16     | Hreiðar Guðmundsson        | 29 listopada 1980(dts) (31)    | 196         | 110       | Nøtterøy IF                  | Bramkarz     |
| 17     | Sverre Andreas Jakobsson   | 8 lutego 1977(dts) (35)        | 195         | 95        | TV Großwallstadt             | Rozgrywający |
| 18     | Róbert Gunnarsson          | 22 maja 1980(dts) (32)         | 191         | 95        | Paris Saint-Germain Handball | Obrotowy     |
| 21     | Ólafur Bjarki Ragnarsson   | 12 lipca 1988(dts) (24)        | 187         | 92        | HK Iceland                   | Rozgrywający |

## Korea Południowa
- Trener: Cho Young-shin[8]

| Nr     | Imię i nazwisko | Data urodzenia (wiek)          | Wzrost (cm) | Waga (kg) | Klub                              | Pozycja      |
| ------ | --------------- | ------------------------------ | ----------- | --------- | --------------------------------- | ------------ |
| 1      | Lee Chang-woo   | 12 maja 1983(dts) (29)         | 187         | 87        | Chungnam Sports Council           | Bramkarz     |
| 2      | Jeong Yik-yeong | 28 lutego 1985(dts) (27)       | 188         | 80        | Doosan Seul                       | Rozgrywający |
| 5      | Park Kyung-suk  | 25 kwietnia 1981(dts) (31)     | 185         | 105       | Chungnam Sports Council           | Obrotowy     |
| 7      | Jung Su-young   | 17 października 1985(dts) (26) | 184         | 78        | HC Korosa                         | Skrzydłowy   |
| 8      | Park Jung-geu   | 2 listopada 1983(dts) (28)     | 190         | 105       |                                   | Obrotowy     |
| 11     | Lim Duk-jun     | 30 sierpnia 1990(dts) (21)     | 186         | 78        | Chungnam Sports Council           | Skrzydłowy   |
| 12     | Park Chan-young | 26 stycznia 1983(dts) (29)     | 190         | 85        | Chungnam Sports Council           | Bramkarz     |
| 13     | Lee Jae-woon    | 28 września 1979(dts) (32)     | 181         | 88        | Chungnam Sports Council           | Rozgrywający |
| 17     | Yu Dong-geun    | 3 lipca 1973(dts) (39)         | 185         | 71        | Inczon Sports Council             | Skrzydłowy   |
| 19     | Jeong Han       | 17 maja 1988(dts) (24)         | 185         | 77        | Inczon Sports Council             | Skrzydłowy   |
| 20     | Paek Won-chul   | 10 stycznia 1977(dts) (35)     | 180         | 83        | HC Korosa                         | Rozgrywający |
| 22     | Lo Kyung-soo    | 5 lutego 1985(dts) (27)        | 182         | 78        | Chungnam Sports Council           | Rozgrywający |
| 33     | Eom Hyo-won     | 12 grudnia 1986(dts) (25)      | 191         | 95        | Korea Armed Forces Athletic Corps | Rozgrywający |
| 77 (K) | Yoon Kyung-shin | 7 lipca 1973(dts) (39)         | 203         | 110       |                                   | Rozgrywający |
| 88     | Jung Jin-ho     | 7 lipca 1973(dts) (39)         | 193         | 100       | HC Korosa                         | Obrotowy     |

## Serbia
- Trener: Veselin Vuković[9][10]

| Nr     | Imię i nazwisko    | Data urodzenia (wiek)         | Wzrost (cm) | Waga (kg) | Klub                 | Pozycja      |
| ------ | ------------------ | ----------------------------- | ----------- | --------- | -------------------- | ------------ |
| 1      | Dragan Marjanac    | 26 lutego 1985(dts) (27)      | 192         | 89        | BSV Bern Muri        | Bramkarz     |
| 5      | Žarko Šešum        | 16 czerwca 1986(dts) (26)     | 195         | 96        | Rhein-Neckar Löwen   | Rozgrywający |
| 6      | Marko Vujin        | 7 grudnia 1984(dts) (27)      | 199         | 95        | THW Kiel             | Rozgrywający |
| 7      | Ivan Nikčević      | 11 lutego 1981(dts) (31)      | 182         | 82        | Orlen Wisła Płock    | Skrzydłowy   |
| 9      | Nikola Manojlović  | 1 grudnia 1981(dts) (30)      | 199         | 100       | RK Cimos Koper       | Rozgrywający |
| 11     | Alem Toskić        | 12 lutego 1982(dts) (30)      | 190         | 108       | RK Celje             | Obrotowy     |
| 12     | Darko Stanić       | 8 października 1978(dts) (33) | 190         | 90        | RK Metalurg Skopje   | Bramkarz     |
| 13 (K) | Momir Ilić         | 22 grudnia 1981(dts) (30)     | 200         | 104       | THW Kiel             | Rozgrywający |
| 17     | Rajko Prodanović   | 24 kwietnia 1986(dts) (26)    | 188         | 87        | SC Pick Szeged       | Skrzydłowy   |
| 20     | Momir Rnić         | 1 listopada 1987(dts) (24)    | 197         | 100       | Frisch Auf Göppingen | Rozgrywający |
| 22     | Bojan Beljanski    | 22 czerwca 1986(dts) (26)     | 197         | 107       | Frisch Auf Göppingen | Obrotowy     |
| 23     | Nenad Vučković     | 23 sierpnia 1980(dts) (31)    | 192         | 93        | MT Melsungen         | Rozgrywający |
| 25     | Dalibor Čutura     | 14 czerwca 1975(dts) (37)     | 190         | 91        | CB Ademar León       | Rozgrywający |
| 26     | Ivan Stanković     | 27 kwietnia 1982(dts) (30)    | 192         | 92        | US Créteil           | Rozgrywający |
| 33     | Dobrivoje Marković | 22 kwietnia 1986(dts) (26)    | 191         | 78        | BM Ciudad Encantada  | Skrzydłowy   |

## Szwecja
- Trener: Ola Lindgreni Staffan Olsson[11]

| Nr     | Imię i nazwisko     | Data urodzenia (wiek)      | Wzrost (cm) | Waga (kg) | Klub                     | Pozycja      |
| ------ | ------------------- | -------------------------- | ----------- | --------- | ------------------------ | ------------ |
| 1      | Mattias Andersson   | 29 marca 1978(dts) (34)    | 185         | 93        | SG Flensburg-Handewitt   | Bramkarz     |
| 3      | Mattias Gustafsson  | 11 lipca 1978(dts) (34)    | 193         | 104       | TuS Nettelstedt-Lübbecke | Obrotowy     |
| 5      | Kim Andersson       | 21 sierpnia 1982(dts) (29) | 200         | 100       | AG Kopenhaga             | Rozgrywający |
| 6      | Jonas Källman       | 17 lipca 1981(dts) (31)    | 200         | 98        | Atlético Madryt          | Skrzydłowy   |
| 7      | Magnus Jernemyr     | 18 czerwca 1976(dts) (36)  | 200         | 113       | FC Barcelona             | Obrotowy     |
| 10     | Niclas Ekberg       | 23 grudnia 1988(dts) (23)  | 191         | 83        | AG Kopenhaga             | Skrzydłowy   |
| 11 (K) | Dalibor Doder       | 24 maja 1979(dts) (33)     | 182         | 80        | TSV GWD Minden           | Rozgrywający |
| 15     | Jonas Larholm       | 3 czerwca 1982(dts) (30)   | 193         | 85        | MOL-Pick Szeged          | Rozgrywający |
| 18     | Tobias Karlsson     | 4 czerwca 1981(dts) (31)   | 196         | 102       | SG Flensburg-Handewitt   | Rozgrywający |
| 19     | Johan Jakobsson     | 12 lutego 1987(dts) (25)   | 195         | 93        | Aalborg Håndbold         | Rozgrywający |
| 22     | Johan Sjöstrand     | 26 lutego 1987(dts) (25)   | 195         | 93        | FC Barcelona             | Bramkarz     |
| 24     | Fredrik Petersen    | 23 sierpnia 1983(dts) (28) | 188         | 80        | AG Kopenhaga             | Skrzydłowy   |
| 25     | Kim Ekdahl Du Rietz | 23 lipca 1989(dts) (23)    | 196         | 98        | Rhein-Neckar Löwen       | Rozgrywający |
| 35     | Andreas Nilsson     | 12 kwietnia 1990(dts) (22) | 197         | 110       | HSV Hamburg              | Obrotowy     |

## Tunezja
- Trener: Alain Portes[12]

| Nr    | Imię i nazwisko    | Data urodzenia (wiek)         | Wzrost (cm) | Waga (kg) | Klub                               | Pozycja      |
| ----- | ------------------ | ----------------------------- | ----------- | --------- | ---------------------------------- | ------------ |
| 3     | Selim Hedoui       | 1 października 1983(dts) (28) | 199         | 94        | Al Arabi Handball Club             | Rozgrywający |
| 4     | Aymen Toumi        | 11 lipca 1990(dts) (22)       | 184         | 84        | Étoile Sportive du Sahel           | Skrzydłowy   |
| 6     | Issam Tej          | 29 lipca 1979(dts) (33)       | 187         | 110       | Montpellier Agglomération Handball | Obrotowy     |
| 7     | Jaleleddine Touati | 12 lipca 1982(dts) (30)       | 189         | 82        | Dunkerque Handball Grand Littoral  | Skrzydłowy   |
| 8 (K) | Wissem Hmam        | 21 kwietnia 1981(dts) (31)    | 198         | 107       | Montpellier Agglomération Handball | Rozgrywający |
| 9     | Amine Bannour      | 21 lutego 1990(dts) (22)      | 197         | 90        | Club Africain Tunis                | Rozgrywający |
| 10    | Kamel Alouini      | 6 lipca 1988(dts) (24)        | 187         | 86        | Club Africain Tunis                | Rozgrywający |
| 12    | Marouen Maggaiz    | 28 lipca 1983(dts) (29)       | 191         | 105       | HBC Nantes                         | Bramkarz     |
| 16    | Wassim Helal       | 16 lipca 1982(dts) (30)       | 193         | 87        | Espérance Tunis                    | Bramkarz     |
| 17    | Wael Jallouz       | 3 maja 1991(dts) (21)         | 198         | 92        | AS Hammamet                        | Rozgrywający |
| 19    | Mosbah Sanai       | 26 marca 1991(dts) (21)       | 191         | 90        | Étoile Sportive du Sahel           | Rozgrywający |
| 20    | Heykel Megannem    | 28 lutego 1977(dts) (35)      | 186         | 86        | Saint-Raphaël Var Handball         | Rozgrywający |
| 21    | Anouar Ayed        | 9 maja 1978(dts) (34)         | 180         | 75        | Toulouse Handball                  | Skrzydłowy   |
| 22    | Oussama Boughanmi  | 5 lutego 1990(dts) (22)       | 185         | 83        | Club Africain Tunis                | Skrzydłowy   |
| 31    | Marouan Chouiref   | 27 maja 1990(dts) (22)        | 197         | 102       | Club Africain Tunis                | Obrotowy     |

## Węgry
- Trener: Lajos Mocsai[13]

| Nr    | Imię i nazwisko  | Data urodzenia (wiek)          | Wzrost (cm) | Waga (kg) | Klub                  | Pozycja      |
| ----- | ---------------- | ------------------------------ | ----------- | --------- | --------------------- | ------------ |
| 3     | Ferenc Ilyés     | 20 grudnia 1981(dts) (30)      | 198         | 103       | MKB Veszprém KC       | Rozgrywający |
| 5 (K) | Gábor Császár    | 16 czerwca 1984(dts) (28)      | 183         | 90        | MKB Veszprém KC       | Rozgrywający |
| 6     | Tamás Mocsai     | 9 grudnia 1978(dts) (33)       | 196         | 93        | TSV Hannover-Burgdorf | Rozgrywający |
| 8     | Gergő Iváncsik   | 30 listopada 1981(dts) (30)    | 190         | 87        | MKB Veszprém KC       | Skrzydłowy   |
| 10    | Gergely Harsányi | 3 maja 1981(dts) (31)          | 191         | 96        | Tatabánya KC          | Skrzydłowy   |
| 12    | Nándor Fazekas   | 16 października 1976(dts) (35) | 192         | 92        | MKB Veszprém KC       | Bramkarz     |
| 14    | Carlos Pérez     | 26 sierpnia 1971(dts) (40)     | 198         | 103       | MKB Veszprém KC       | Rozgrywający |
| 16    | Roland Mikler    | 20 września 1984(dts) (27)     | 190         | 100       | MOL-Pick Szeged       | Bramkarz     |
| 17    | Balázs Laluska   | 20 czerwca 1981(dts) (31)      | 202         | 100       | MKB Veszprém KC       | Rozgrywający |
| 19    | László Nagy      | 3 marca 1983(dts) (29)         | 209         | 116       | MKB Veszprém KC       | Rozgrywający |
| 20    | Péter Gulyás     | 4 marca 1984(dts) (28)         | 200         | 100       | MKB Veszprém KC       | Skrzydłowy   |
| 24    | Attila Vadkerti  | 22 lutego 1982(dts) (30)       | 182         | 88        | MOL-Pick Szeged       | Skrzydłowy   |
| 25    | Szabolcs Zubai   | 31 marca 1984(dts) (28)        | 193         | 93        | MOL-Pick Szeged       | Obrotowy     |
| 28    | Timuzsin Schuch  | 5 czerwca 1985(dts) (27)       | 196         | 98        | MKB Veszprém KC       | Obrotowy     |
| 35    | Máté Lékai       | 16 czerwca 1988(dts) (24)      | 190         | 83        | RK Celje              | Rozgrywający |

## Wielka Brytania
- Trener: Dragan Đukić[14]

| Nr     | Imię i nazwisko  | Data urodzenia (wiek)       | Wzrost (cm) | Waga (kg) | Klub                        | Pozycja      |
| ------ | ---------------- | --------------------------- | ----------- | --------- | --------------------------- | ------------ |
| 1      | Jesper Parker    | 18 kwietnia 1984(dts) (28)  | 200         | 100       | IK Sävehof                  | Bramkarz     |
| 3      | Ciaran Williams  | 22 listopada 1987(dts) (24) | 184         | 85        | Salford Handball Club       | Rozgrywający |
| 4      | Sebastian Prieto | 4 lutego 1987(dts) (25)     | 187         | 78        | Stavanger IF                | Skrzydłowy   |
| 7      | Chris Mohr       | 12 stycznia 1990(dts) (22)  | 187         | 83        | Odder Håndbold              | Rozgrywający |
| 12 (K) | Robert White     | 5 kwietnia 1983(dts) (29)   | 192         | 95        | Valence HandBall            | Bramkarz     |
| 13     | Sebastiaen Edgar | 26 maja 1991(dts) (21)      | 182         | 75        | USAM Nîmes Gard             | Rozgrywający |
| 14     | Steven Larsson   | 1 maja 1981(dts) (31)       | 194         | 96        | Drammen HK                  | Rozgrywający |
| 15     | Martin Hare      | 28 listopada 1989(dts) (22) | 193         | 93        | Stavanger IF                | Rozgrywający |
| 18     | Daniel McMillan  | 12 sierpnia 1982(dts) (29)  | 189         | 92        | Odder Håndbold              | Obrotowy     |
| 20     | Mark Hawkins     | 28 grudnia 1985(dts) (26)   | 182         | 71        | Ungmennafélagið Afturelding | Skrzydłowy   |
| 21     | Chris McDermott  | 7 czerwca 1989(dts) (23)    | 205         | 104       | Ungmennafélagið Afturelding | Obrotowy     |
| 22     | Robin Garnham    | 1 maja 1988(dts) (24)       | 194         | 92        | IF Fram Larvik              | Obrotowy     |
| 27     | John Pearce      | 23 listopada 1987(dts) (24) | 190         | 88        | Braband                     | Skrzydłowy   |